# Tesla (azienda)
Tesla (precedentemente Tesla Motors) è una casa automobilistica statunitense con sede ad Austin in Texas, specializzata nella produzione di auto elettriche, pannelli fotovoltaici e sistemi di stoccaggio energetico. È chiamata così in onore del noto inventore Nikola Tesla.
L'obiettivo dell'azienda è quello di "accelerare la transizione del mondo all'utilizzo di fonti di energia rinnovabili". Questo include la produzione di veicoli elettrici ad alte prestazioni orientati al mercato di massa. Fondata nel 2003 a San Carlos in California da Martin Eberhard e Marc Tarpenning, la società è cresciuta in organico fino a comprendere molti esperti mondiali di informatica e sistemi di calcolo, nel campo elettrico e dell'ingegneria elettrica ed elettronica.
Il CEO Elon Musk ha detto che immagina Tesla come una società tecnologica e una casa automobilistica indipendente, il cui obiettivo è quello di offrire auto elettriche a prezzi accessibili al consumatore medio per promuovere l'utilizzo di fonti rinnovabili e non inquinanti.
Il 19 agosto 2015, secondo una classifica di Forbes, Tesla era l'azienda più innovativa al mondo. A novembre 2018 i veicoli Tesla in circolazione hanno toccato il traguardo di 500 000 unità, percorrendo 10 miliardi di miglia. Il 9 marzo 2020 ha raggiunto il traguardo di 1 milione di auto elettriche prodotte, prima fra tutte le case automobilistiche. Il 25 ottobre 2021 Tesla raggiunge una capitalizzazione azionaria di 1000 miliardi di dollari dopo un maxi ordine di 100 000 Tesla Model 3 da parte di Hertz, la prima volta per una casa automobilistica.

## Storia
La società fu fondata il 1º luglio 2003 da Martin Eberhard e Marc Tarpenning. I fondatori decisero di avviare questa attività dopo che General Motors aveva richiamato e distrutto le sue auto elettriche EV1 nel 2003. Nel 2004 Elon Musk entrò a far parte della società come investitore principale.
La prima auto prodotta dall'azienda fu la Roadster, un veicolo completamente elettrico, basato sul pianale della Lotus Elise. La scocca e gran parte dei componenti erano prodotti dalla Lotus Cars nello stabilimento di Hethel in Inghilterra e spediti nella fabbrica Tesla in California per l’assemblaggio finale. L'autonomia della Roadster è di 340 km ed è stata la prima automobile di produzione a utilizzare batterie con celle agli ioni di litio. Tra il 2008 e il 2012, Tesla ne ha vendute circa 2 500 in tutto il mondo. In occasione del 5º anniversario dell'azienda, Elon Musk fu nominato CEO.
Il 26 marzo 2009 fu presentata la Model S, la prima berlina completamente elettrica. Verso la fine dell'anno l'azienda si trasferì da San Carlos all'attuale quartier generale di Palo Alto. Nel 2012 iniziarono le consegne della Model S e il 9 febbraio 2012 fu presentato un nuovo modello, la Model X, che sarebbe stato il primo SUV a trazione elettrica. Nello stesso periodo iniziò la costruzione della rete dei Supercharger, partendo dalla California. Il 2013 fu un anno molto difficile per Tesla in quanto il bilancio era molto negativo, al punto che Elon Musk fu intenzionato a vendere la sua azienda a Google.
Nel 2014 con l'intenzione di abbassare il costo delle proprie batterie, Tesla iniziò la costruzione della Giga Nevada, un enorme stabilimento situato nei pressi di Reno, nello stato del Nevada, in cui realizzare le batterie e i motori per le auto elettriche e i sistemi di accumulo di energia da fonti rinnovabili denominati Powerwall, Powerpack e Megapack. Il 12 giugno Tesla rese pubblici i propri brevetti, cercando così di stimolare chiunque a progredire nello sviluppo dei veicoli elettrici. Nel 2015 Tesla acquistò l'azienda Riviera Tool con sede nel Michigan, specializzata in stampi per l'industria automobilistica. Nel settembre dello stesso anno iniziarono le consegne della Model X. Le vendite globali di Model S hanno raggiunto le 100 000 unità nel dicembre 2015.
Il 31 marzo 2016 fu presentato un nuovo modello, la berlina Model 3, di cui Tesla ricevette già 325 000 prenotazioni nella sola settimana successiva. Il 1º agosto Tesla acquistò per 2,6 miliardi di dollari l'azienda SolarCity, specializzata nella produzione di moduli fotovoltaici e accumulo di energia da fonte solare. Nel novembre del 2016, Elon Musk dichiarò di aver acquisito la società tedesca Grohmann Automation, che opera in sistemi di produzione automatizzata.
Nel 2017 superò per la prima volta Ford e General Motors in capitalizzazione azionaria diventando l'azienda automobilistica statunitense di maggior valore. Il 16 novembre furono presentati il trattore stradale Semi e la nuova Roadster 2.0. Nello stesso mese Tesla comprò l'azienda Perbix Machine Company, con sede in Minnesota. L'azienda produce apparecchiature di produzione industriale automatizzate.
Il 15 maggio 2019 Tesla acquistò l'azienda produttrice di ultracondensatori Maxwell Technologies di San Diego, per 218 milioni di dollari. Ad ottobre 2019 Tesla acquisì la startup americana DeepScale, specializzata in sistemi di intelligenza artificiale. Sempre ad ottobre Elon Musk confermò l'acquisto di Hibar Systems, società canadese che allestisce impianti da destinare alla produzione di batterie per auto elettriche. Il 21 novembre 2019 è stato svelato un pick-up prodotto da Tesla, denominato Cybertruck.

## Finanza
Gli investimenti iniziali provennero da Elon Musk, cofondatore di PayPal, che divenne presidente di commissione della Tesla, gestendo le prime sfide dell'azienda e guidando in seguito insieme a partner della VantagePoint Capital Partners.
In seguito, nel 2009, si aggiunsero ulteriori finanziamenti da parte di Daimler nella misura di 50 milioni di dollari in cambio del 10% del capitale sociale. Nel giugno dello stesso anno Tesla riceve un importante finanziamento dal Governo degli Stati Uniti pari a 500 milioni di dollari. Tesla viene quotata alla Borsa di New York il 29 giugno 2010, raccogliendo ulteriori finanziamenti per oltre 200 milioni di dollari.
Dal rapporto di fine anno presentato alla Securities and Exchange Commission, risulta che Tesla possiede attualmente oltre 43 000 BTC, circa 2 miliardi di dollari al 31 dicembre 2021, il ché la rende la seconda grande società con più Bitcoin dopo MicroStrategy di Michael Saylor che possiede circa 125 000 BTC.

### Azionisti
- The Vanguard Group - 6,96%
- BlackRock - 5,64%
- State Street Corporation - 3,15%
- Geode Capital Management - 1,58%
- Capital World Investors - 1,38%
- FMR - 1,05%
- JPMorgan Chase - 0,92%
- Norges Bank Investment Management - 0,89%
- Northern Trust Corporation - 0,85%
- T. Rowe Price - 0,83%

## Veicoli prodotti

### Roadster

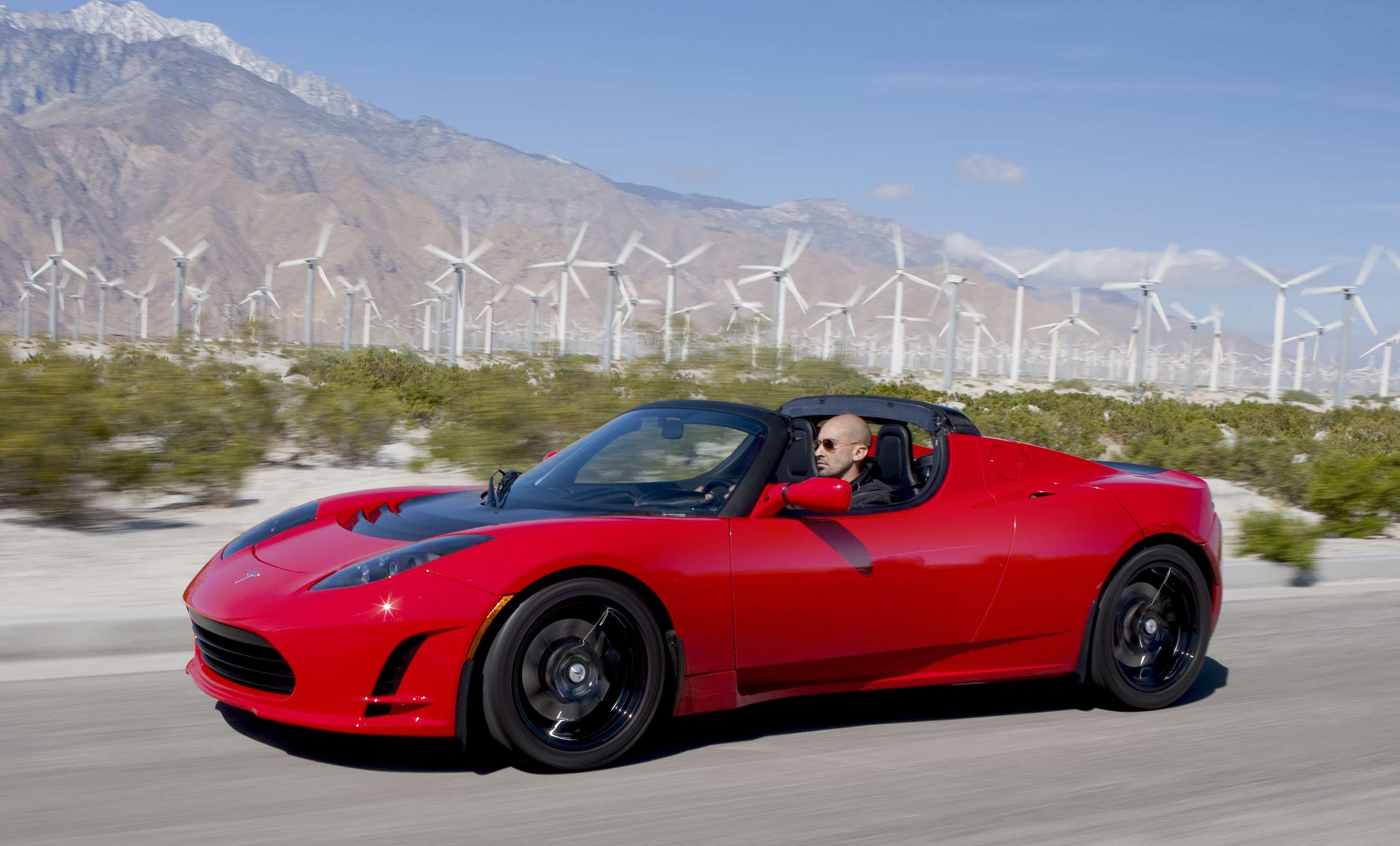
Tesla Roadster, la prima auto prodotta dalla compagnia americana

Il primo (e per alcuni anni unico) veicolo prodotto dalla Tesla è una roadster basata sulla Lotus Elise, chiamata Roadster per l'appunto. Con una produzione di circa 2 500 esemplari venduti in 31 paesi, questo modello ha permesso all'azienda di rivoluzionare il concetto di auto elettrica, prima concepita come qualcosa di lento e poco applicabile all'industria automobilistica. L'auto ha un'autonomia di 340 km, accelera da 0 a 100 km/h in 3,7 secondi e raggiunge i 201 km/h. I prototipi furono presentati al pubblico nel luglio 2006. La domanda è stata alta per le prime Signature One Hundred (le prime cento ad essere prodotte), tanto che furono prenotate tutte in meno di tre settimane. La produzione è stata avviata ufficialmente il 18 marzo 2008 ed è stata interrotta nel gennaio 2012. Come descritto nel Master Plan One, la produzione di un modello dal prezzo elevato (100 000 dollari) era necessaria per poter avviare lo sviluppo di una berlina più economica e per un bacino di utenza maggiore, la Model S.
Per la produzione della Roadster, l'11 luglio 2005 Tesla firmò con la Lotus un contratto per la produzione di "alianti", cioè vetture interamente realizzate da Lotus ma sprovviste del gruppo propulsore, che veniva invece montato da Tesla. La Roadster utilizza un motore a corrente alternata discendente direttamente dal design originale del 1882 di Nikola Tesla.

### Model S

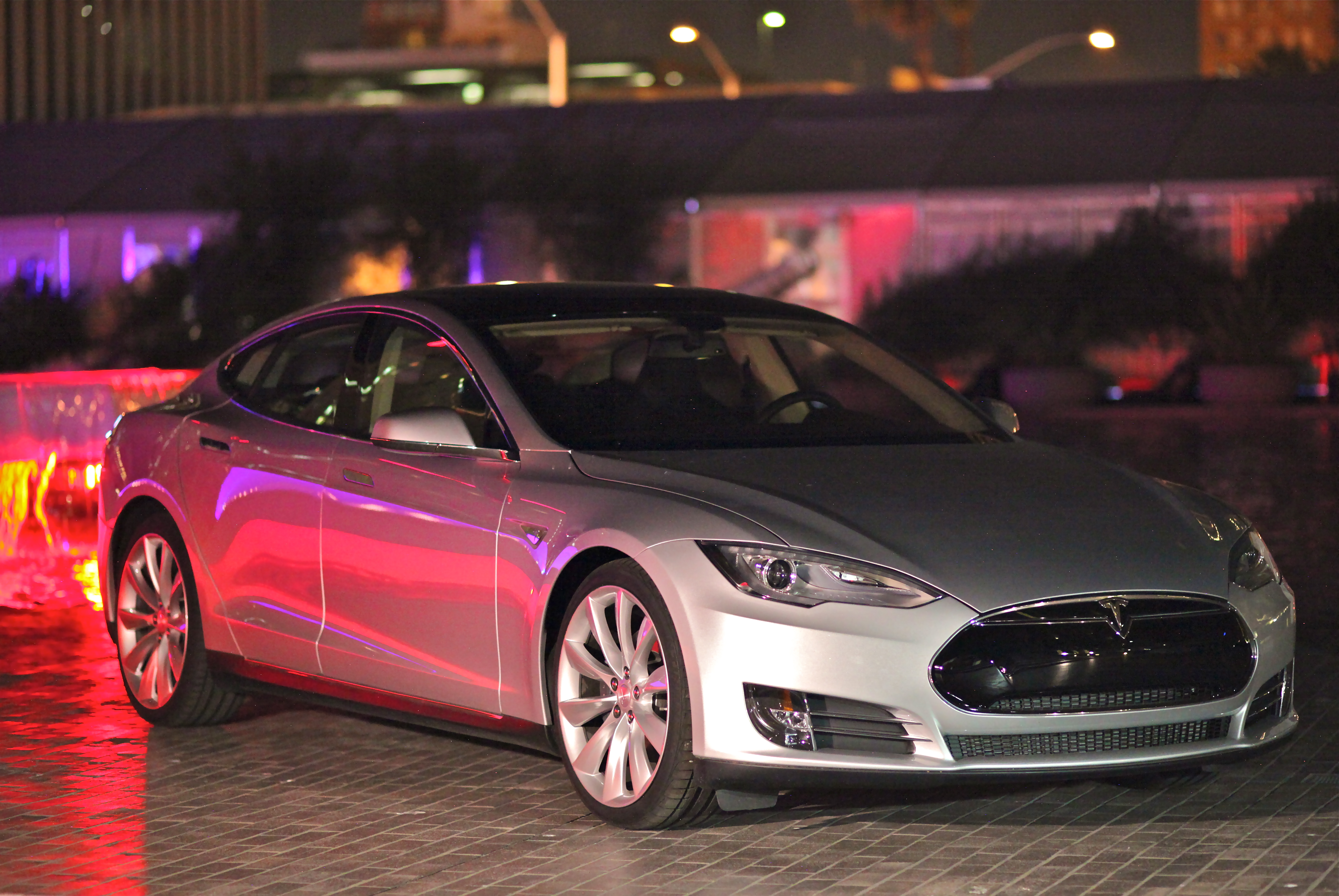
Tesla Model S pre-restyling

Il secondo veicolo prodotto è una berlina di lusso di segmento F, denominata Model S. Dopo numerosi ritardi nella progettazione e nella produzione, la sua distribuzione ha inizio nel Nordamerica a partire dal 2012, mentre in Europa e Asia avviene dal 2013. Le vendite globali sorpassarono quota 100 000 nel dicembre 2015; la Model S aveva dunque eguagliato la Chevrolet Volt, che era anche molto più economica. Nel 2016 e nel 2021 la Model S è stata sottoposta a restyling sia esterno che interno.

### Model X

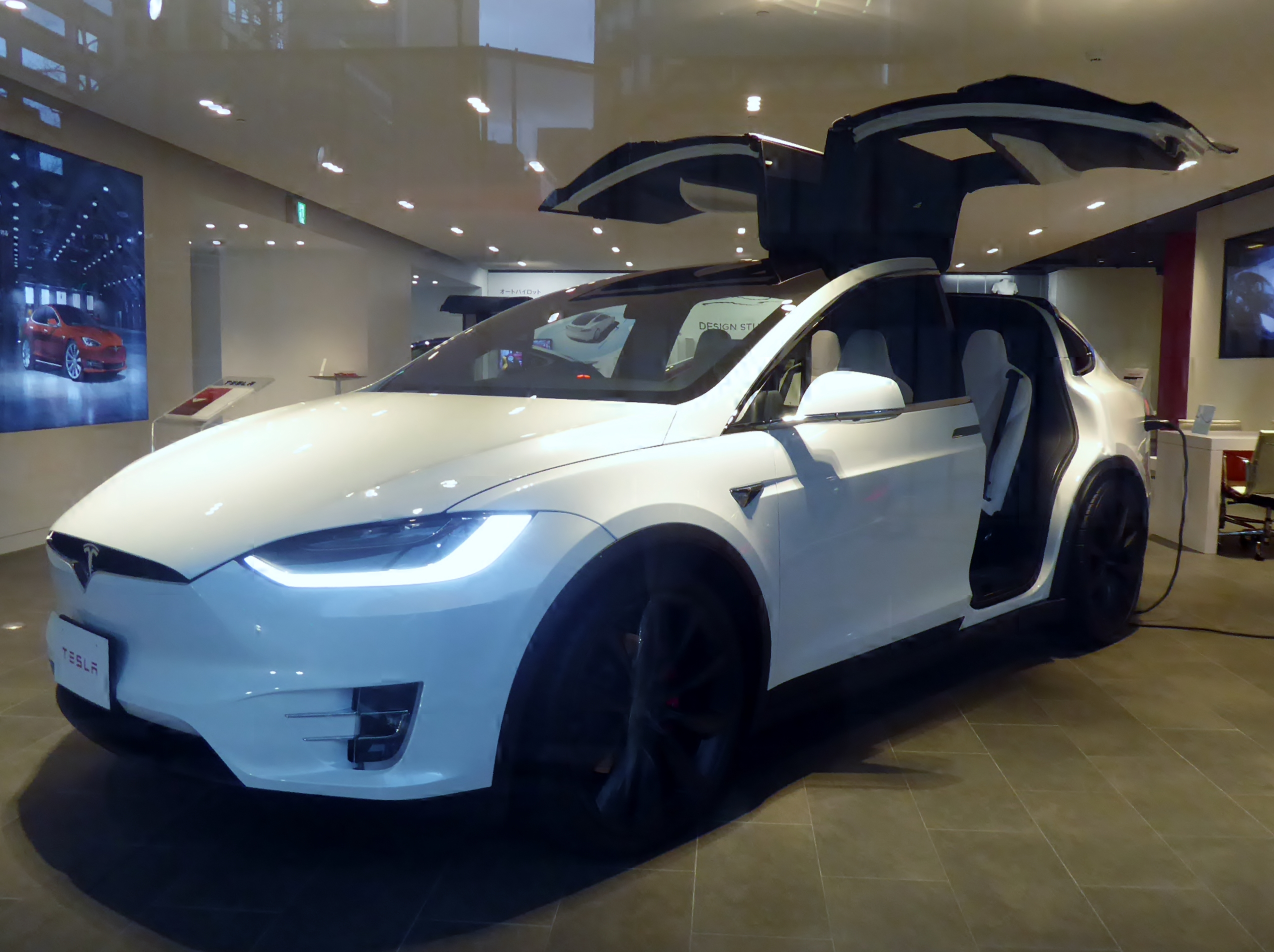
Tesla Model X

Nel 2012 venne presentato il terzo veicolo sviluppato dall'azienda americana, il quale porta il nome di Model X ed è un SUV di grandi dimensioni, la cui caratteristica principale è data dalle porte posteriori denominate Falcon Wings ad apertura verticale, che permettono di essere aperte con un ostacolo distante dalla vettura fino a 30 centimetri. La Model X venne sviluppata sulla piattaforma della Model S. È possibile configurare la macchina con 5, 6 o 7 posti passeggeri.
La produzione è stata riprogrammata più volte, dal 2013 alla fine del 2014, al secondo trimestre del 2015, al terzo trimestre del 2015. Nell'agosto 2015, i gruppi di utenti stimavano circa 30 000 preordini, rispetto ai 12 000 registrati per la Model S. Le consegne della Model X Signature sono iniziate il 29 settembre 2015. Le vendite sono state pari a 2 400 unità nel primo trimestre del 2016, salendo a 4 638 nel secondo trimestre del 2016. Le consegne globali sono state pari a 25 312 unità nel 2016. Gli Stati Uniti sono il mercato principale con 18 240 unità consegnate fino a dicembre 2016.
A settembre 2016 la Model X si è classificata come l'auto più venduta in Norvegia, in termini assoluti. In precedenza, la Model S era stata l'auto più venduta per quattro volte.

### Model 3

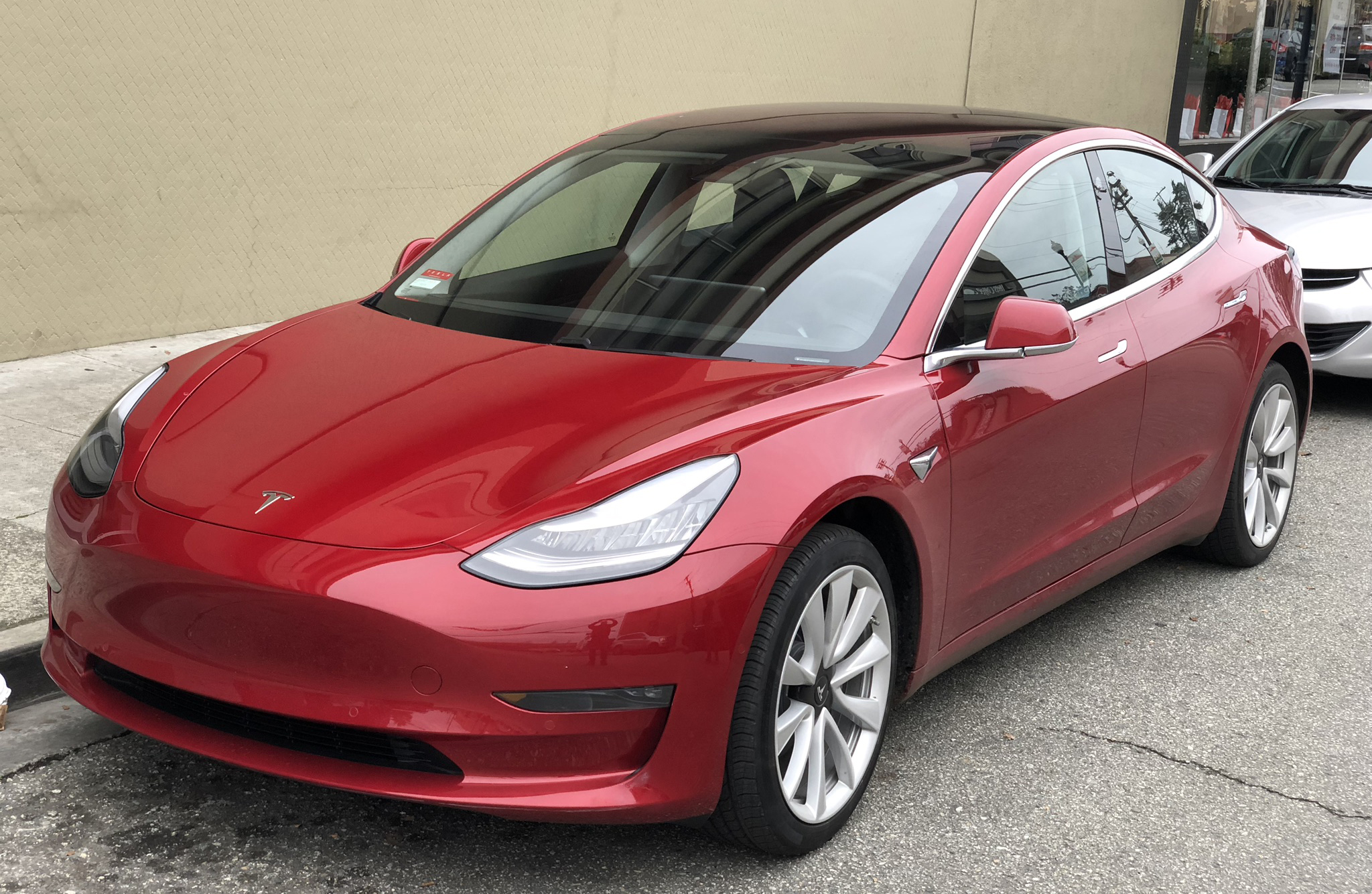
Tesla Model 3

La Model 3 (originariamente stilizzata come "☰") è il quarto modello Tesla. Originariamente la vettura si sarebbe dovuta chiamare Model E, ma dopo una causa da parte di Ford che detiene il marchio "Model E", il 16 luglio 2014 Musk annunciò che l'auto si sarebbe chiamata Model 3. Si tratta di una berlina di segmento D, presentata ufficialmente il 31 marzo 2016. I preordini della vettura iniziarono il 31 marzo con un deposito rimborsabile di 1000 dollari. Il 7 aprile, una settimana dopo la presentazione, Tesla registrò oltre 325 000 prenotazioni, rappresentanti vendite stimate in oltre 14 miliardi di dollari. A luglio 2017, le prenotazioni salirono a quota 500 000.
La Model 3 è una delle prime auto moderne ad avere un cruscotto totalmente libero da strumenti e comandi di qualsiasi tipo, che presenta come unico elemento un display tattile da 15” montato al centro, in posizione orizzontale, dal quale si controllano quasi tutti i comandi e le funzioni del veicolo (fanno eccezione gli elementi controllati tramite le leve sul piantone dello sterzo e tramite i pulsanti sui sedili e sulle portiere). La versione base Standard Range Plus con batteria da 50 kWh offre un'autonomia di 448 km, mentre la Long Range e la Performance, con batteria da 75 kWh, hanno autonomie rispettivamente di 614 e 567 km. Le prime 30 unità sono state consegnate durante un evento speciale il 28 luglio 2017.

### Model Y

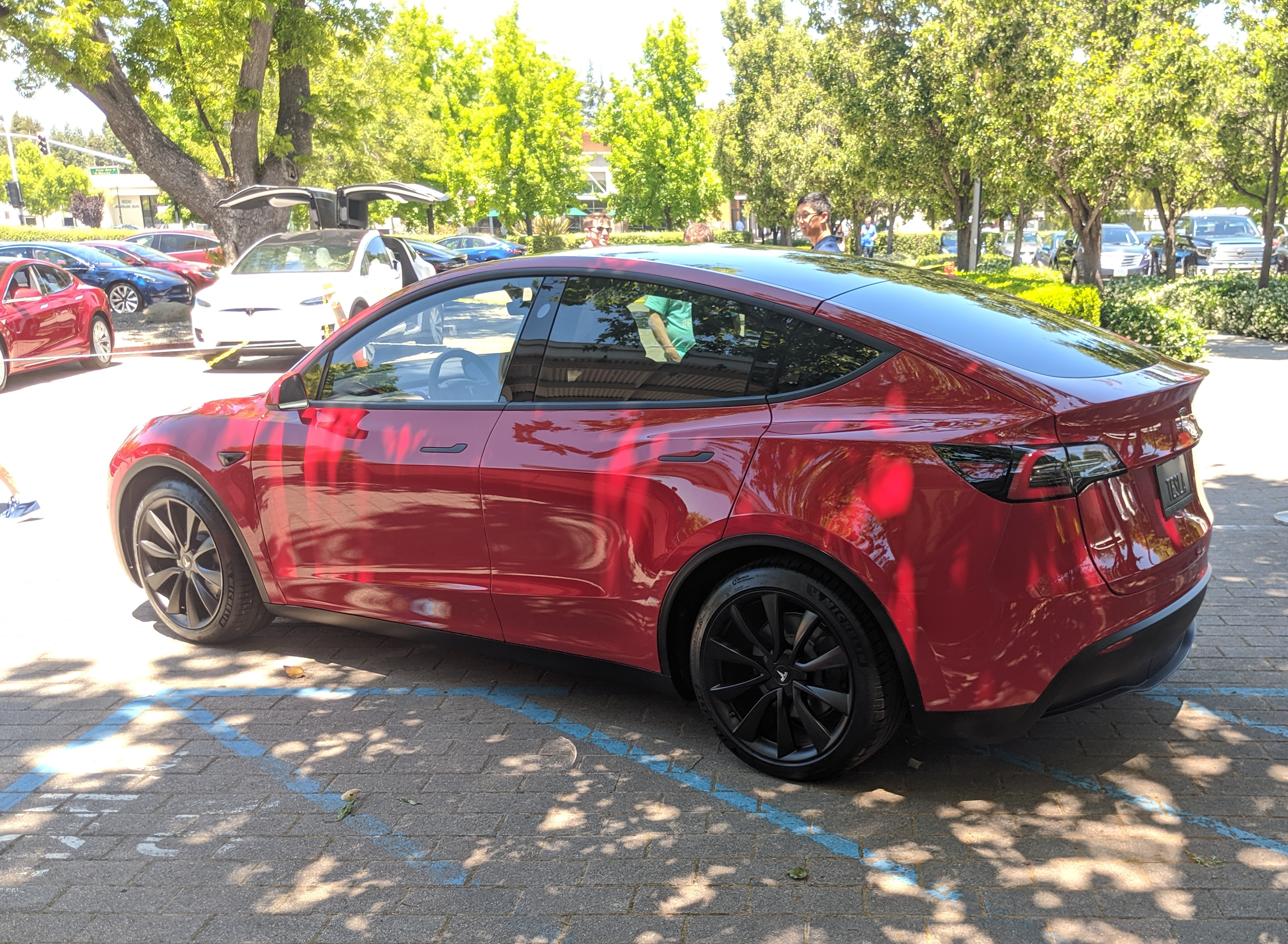
Tesla Model Y

Il 14 marzo 2019 Tesla ha presentato il suo quinto modello, la Model Y, che è la versione crossover della Model 3, a cui è internamente del tutto identica e che ne presenta gli stessi tratti estetici all'esterno. Elon Musk desiderava che le lettere identificative dei quattro modelli in commercio formassero la parola SEXY, che poi venne cambiata in S3XY dopo che non fu possibile usare il nome Model E per la Model 3. La Model Y sarà disponibile in configurazione a 5 o 7 posti, con prezzi da 63 000 a 71 000 euro; dal 2021 sarà inoltre disponibile una versione più economica, da 39 000 dollari. Le consegne sono iniziate il 13 marzo 2020.

### Semi

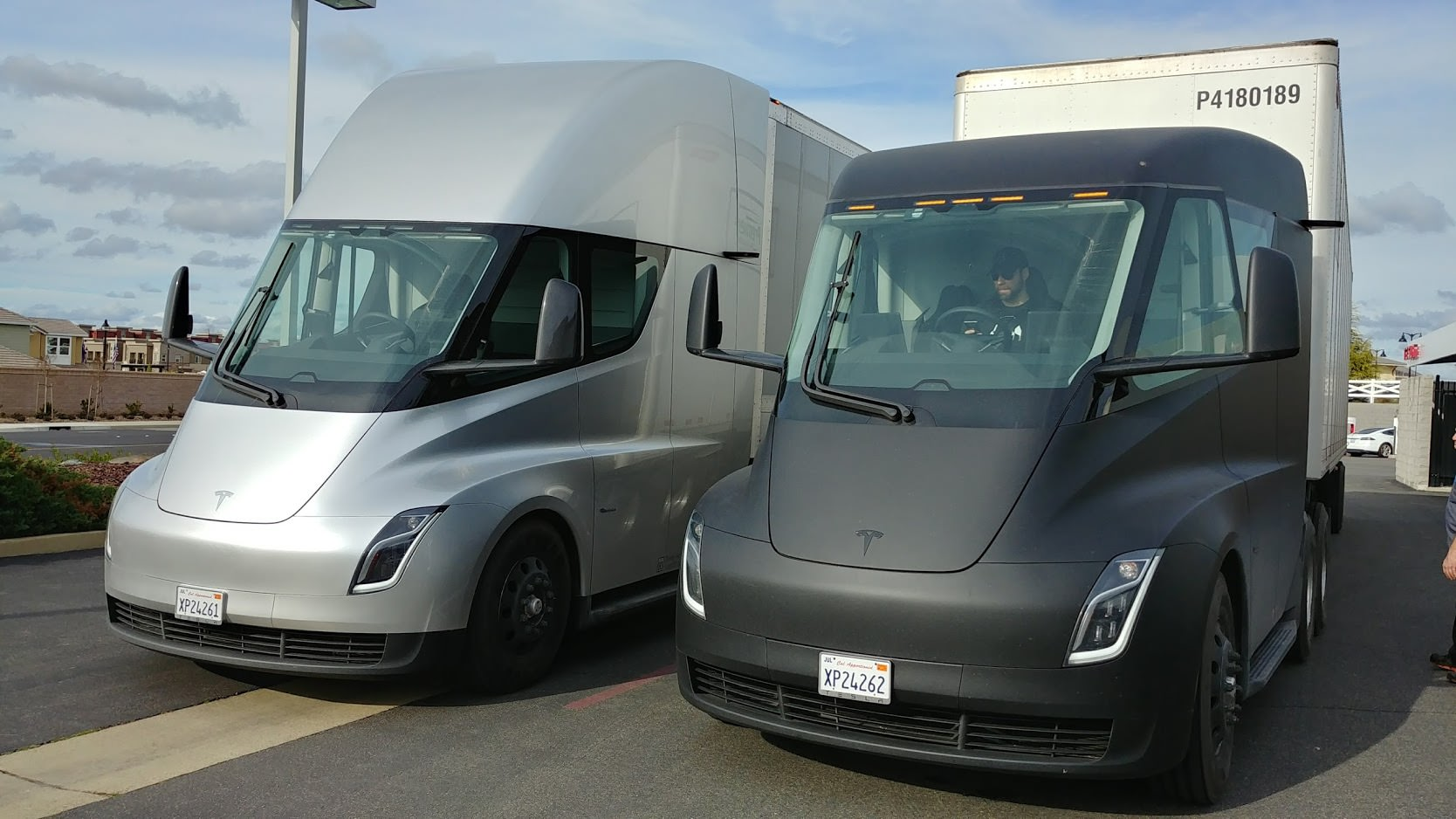
Tesla Semi

Il Semi è un trattore stradale, menzionato per la prima volta nel Master Plan 2016. La produzione prevista inizialmente per il 2019, è poi slittata a fine 2022.
L'annuncio ufficiale del veicolo è stato fatto con una conferenza stampa il 16 novembre 2017. Musk ha confermato che l'autonomia sarebbe stata di 800 km e che il tempo da zero a 100 km/h sarebbe stato di 5 secondi contro i 15 di un camion simile con motore Diesel. Il Semi sarà alimentato da quattro motori elettrici, gli stessi utilizzati per la Model 3, e includerà un ampio set di sensori per consentirgli di rimanere nella propria corsia, a una distanza di sicurezza da altri veicoli, e più tardi, quando software e condizioni normative lo consentiranno, di avere un funzionamento autonomo sulle autostrade. Musk ha inoltre annunciato che la società sarà coinvolta nell'installazione di una rete globale a energia solare di stazioni di ricarica denominata Tesla Megacharger, per rendere il Semi più attraente per i potenziali clienti che ne faranno un uso a lungo raggio. Una carica di 30 minuti fornirebbe 650 chilometri di autonomia. I primi prototipi di Semi su strada pubblica sono stati avvistati in California durante l'agosto 2019.
A novembre 2019 i principali preordini del Semi sono stati confermati da UPS, PepsiCo, DHL, Walmart, Anheuser-Busch, Sysco, J.B. Hunt, JK Moving, Loblaw, Fercam, Frito-Lay e Albertsons.
A settembre 2023 non è ancora iniziata la commercializzazione.

### Cybertruck

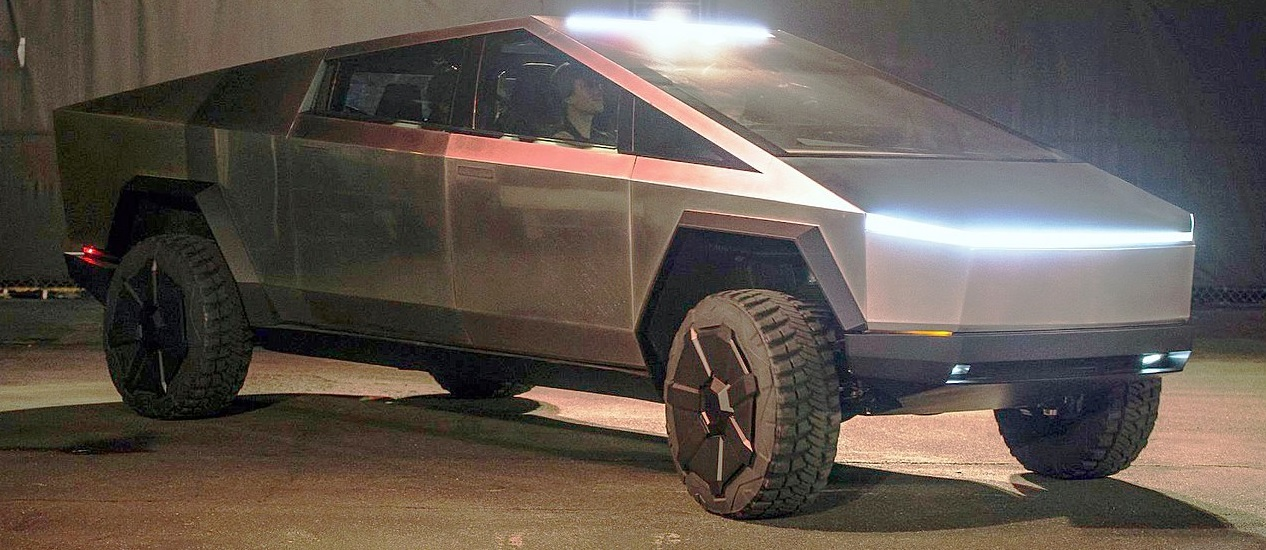
Tesla Cybertruck

Il 21 novembre 2019 è stato presentato un pick-up, denominato Cybertruck, dal design futuristico con richiami al film Blade Runner del 1982.
Le consegne sono iniziate a fine 2023.

## Modelli in fase di sviluppo

### Roadster 2.0

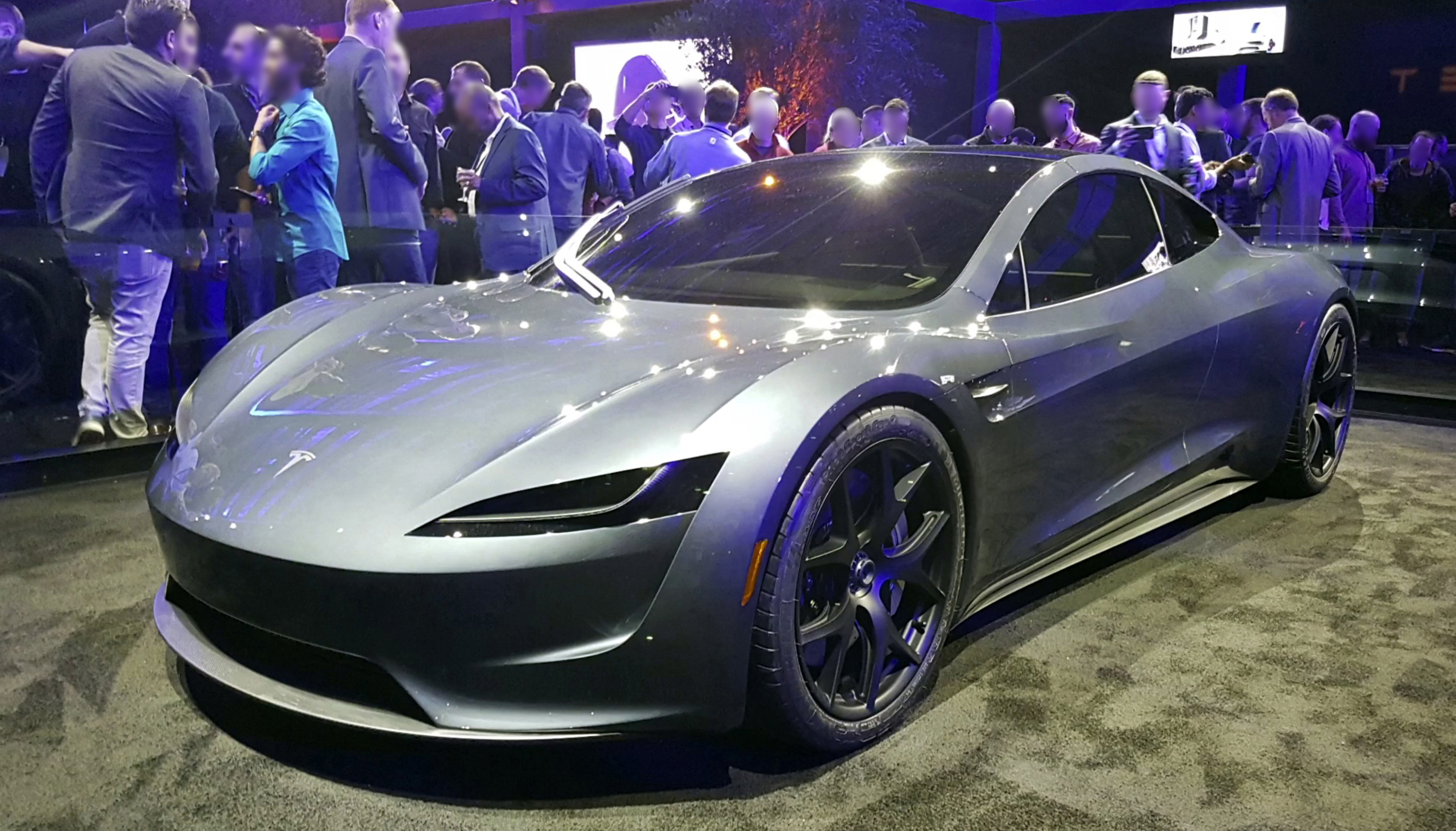
Tesla Roadster 2.0

Attraverso una rivelazione a sorpresa alla fine dell'evento che ha introdotto il Semi, il 16 novembre 2017, Tesla ha presentato la nuova versione della Roadster, chiamata Roadster 2.0.
Musk ha detto che il nuovo modello avrà un'autonomia di oltre 1000 km grazie al pacco batterie da 200 kWh e coprirà lo 0-100 km/h in 2,1 secondi; la velocità massima sarà di oltre 400 km/h. Il veicolo avrà tre motori elettrici che consentiranno la trazione integrale e la coppia vettoriale durante la marcia in curva. La Roadster si può prenotare con un acconto di 50 000 dollari, oppure 250 000 dollari (pari al valore totale dell'auto) per la versione Founder Series.

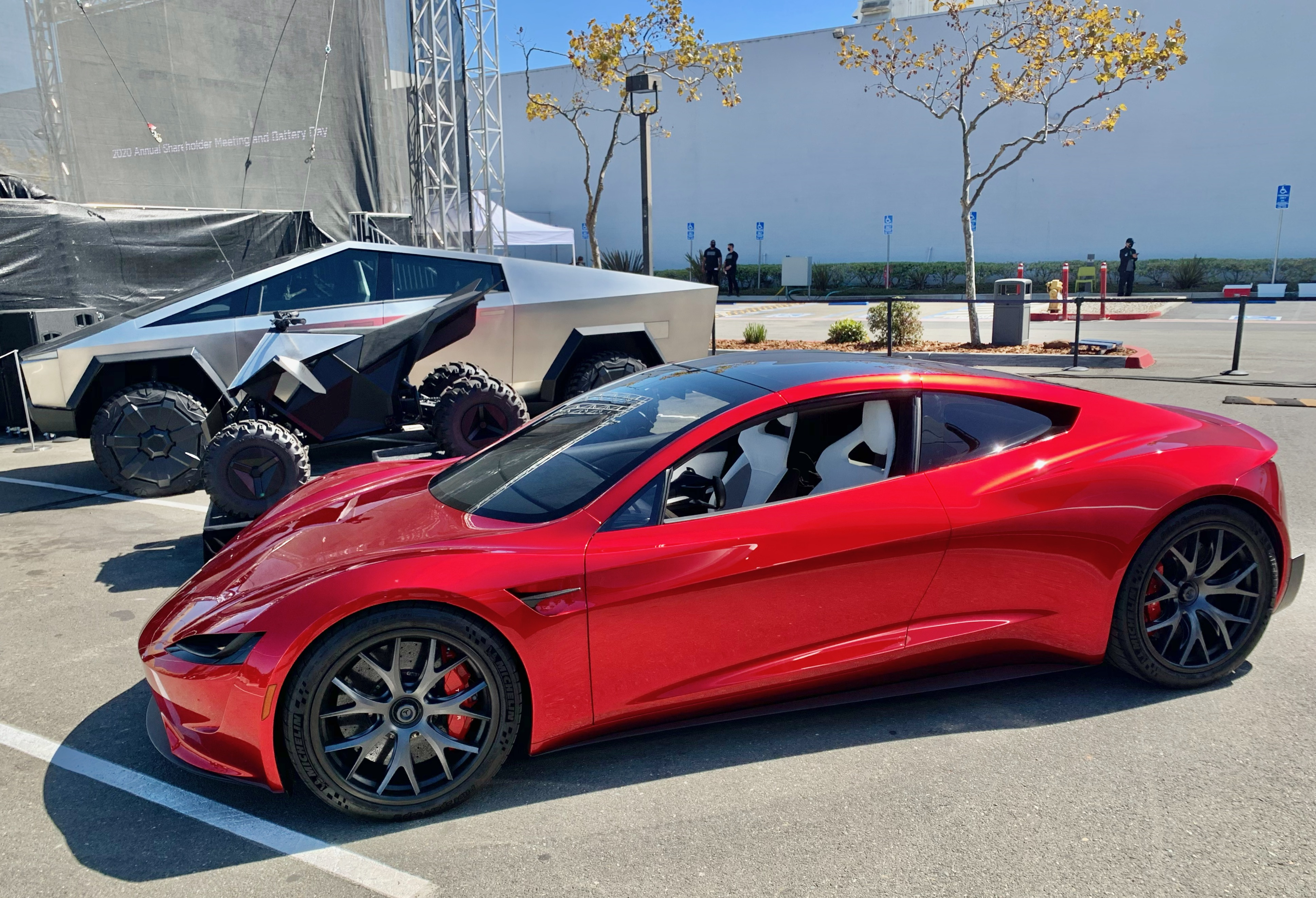

### Cyberquad
Nella parte finale della presentazione del Cybertruck, si è intravisto un quad, denominato Cyberquad. Non ci sono notizie riguardo ad una sua produzione in serie.
| Modello               | Tipo              | Trazione               | Autonomia WLTP (km) | Note                                             |
| --------------------- | ----------------- | ---------------------- | ------------------- | ------------------------------------------------ |
| Tesla Roadster        | Roadster sportiva | Posteriore             | 340                 | Primo modello Tesla, prodotto dal 2008 al 2012   |
| Tesla Model S         | Berlina di lusso  | Integrale              | Fino a 652          | Disponibile anche in versione Plaid da 1.020 CV  |
| Tesla Model 3         | Berlina media     | Posteriore / Integrale | Fino a 629          | Restyling "Highland" dal 2023                    |
| Tesla Model X         | SUV di lusso      | Integrale              | Fino a 576          | Porte posteriori Falcon Wings                    |
| Tesla Model Y         | Crossover SUV     | Posteriore / Integrale | Fino a 533          | Versione a 7 posti disponibile                   |
| Tesla Cybertruck      | Pick-up elettrico | Posteriore / Integrale | Fino a 800          | Design futuristico, produzione iniziata nel 2023 |
| Tesla Semi            | Camion elettrico  | Integrale              | Fino a 800          | Autonomia elevata, produzione avviata nel 2022   |
| Tesla Roadster (202X) | Roadster sportiva | Integrale              | Oltre 1.000         | Annunciata, produzione prevista                  |

## Partner

### Lotus
Tesla ha avuto relazioni significative con la Lotus. Un concorso di design fu tenuto per l'aspetto finale della Tesla Roadster, allora chiamata Dark Star, e fu vinto appunto dallo studio di progettazione della Lotus. Come risultato la Tesla Roadster è basata sul design della Lotus Elise, e ne include addirittura alcune componenti.

### Panasonic
Il 7 gennaio 2010 Tesla e Panasonic hanno stretto un accordo per ricerca, sviluppo e produzione di batterie agli ioni di litio ad uso automobilistico. Il sito costruito a questo scopo è la Giga Nevada.
Panasonic inoltre collabora con Tesla nella Giga New York di Buffalo, nello stato di New York, per quel che riguarda i moduli fotovoltaici Solar Roof per le abitazioni.

### Toyota
Il 20 maggio 2010, Tesla e Toyota hanno annunciato un partenariato per lavorare sullo sviluppo di veicoli elettrici, che includeva gli investimenti condizionali di Toyota per 50 milioni di dollari in Tesla e di Tesla per 42 milioni di dollari di acquisto di una parte dell'ex fabbrica NUMMI. Per l'azienda giapponese, Tesla ha fornito powertrain e batteria del RAV4 EV di seconda generazione, prodotto dal 2012 al 2014 per il mercato USA.

### Daimler AG

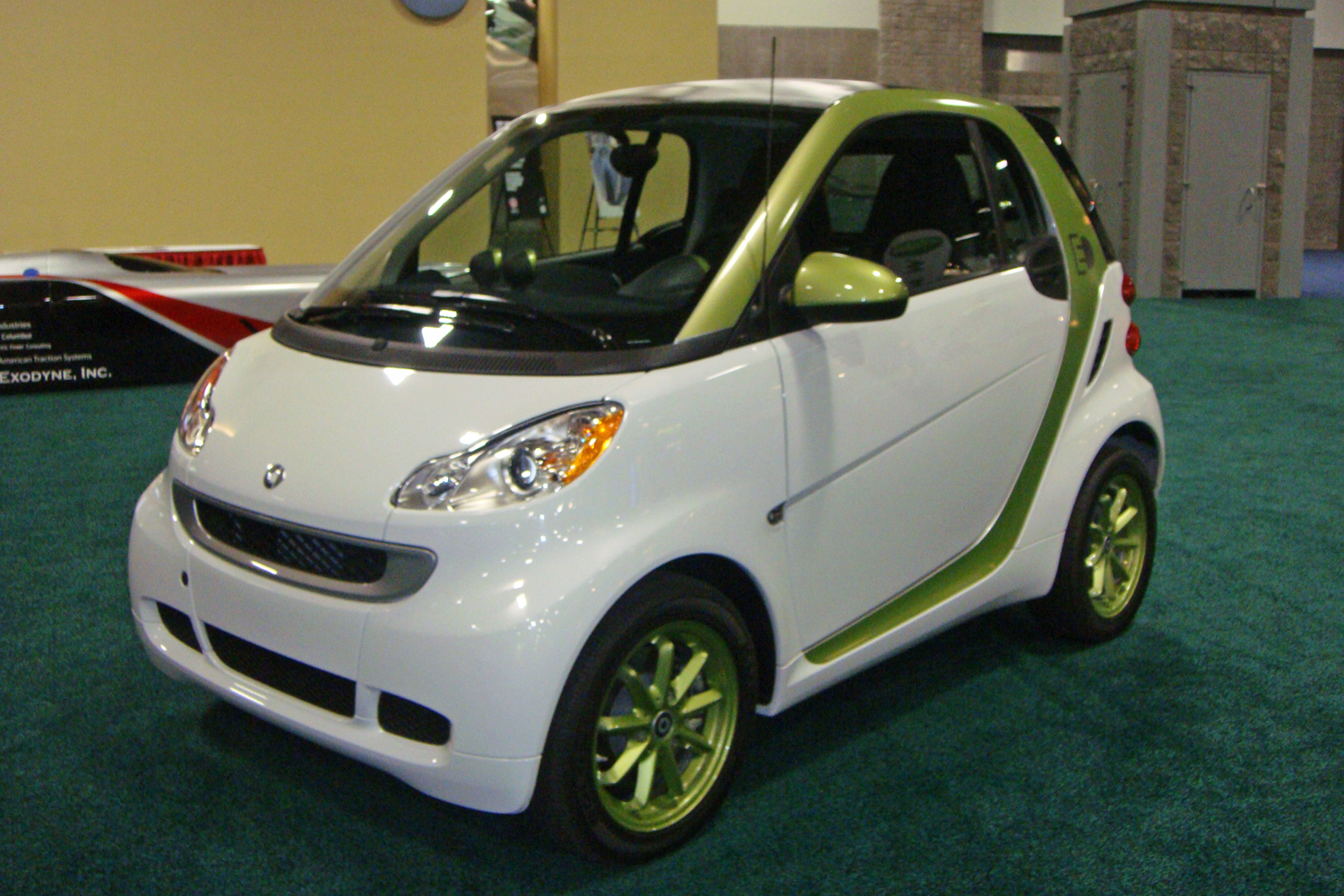
Smart Electric Drive. Motore elettrico e batteria erano forniti da Tesla.

Tesla ha iniziato a collaborare con Daimler AG nel 2007 fornendo i componenti per il powertrain di alcuni modelli Mercedes-Benz:
- Classe A E-Cell[67]
- Classe B Electric Drive[68]
- Smart Electric Drive[69]

### Freightliner
Tesla ha fornito nel 2010 le batterie per i van elettrici dell'americana Freightliner.

### Electrify America
Tesla fornisce i Powerpack ad Electrify America, di proprietà del Gruppo Volkswagen. L'azienda opera nello sviluppo della mobilità elettrica negli USA, con un network di stazioni di ricarica per veicoli elettrici.

### Liberty Mutual Insurance Company
Ad ottobre 2017 è partito il piano di assicurazioni InsureMyTesla particolarmente vantaggioso per i veicoli della Casa americana, in collaborazione con Liberty Mutual Insurance Company.

### Airbnb
Ad agosto 2015 Tesla e Airbnb hanno raggiunto un accordo per fornire i caricatori Tesla in alcune abitazioni in affitto. Il servizio è stato offerto gratuitamente.

## Siti di costruzione

### Tesla Factory
Tesla ha acquisito nel 2010 la ex fabbrica NUMMI a Fremont, in California, in cui Toyota produceva la Corolla e la Tacoma, fino all'aprile del 2010. Si tratta di uno dei più grandi, avanzati ed ecologici siti di produzione automobilistica al mondo, in grado di produrre oltre mezzo milione di veicoli all'anno, pari a circa l'1% della produzione automobilistica mondiale. Qui Tesla produceva tutti i suoi veicoli prima dell'apertura della giga factory cinese e dal 2019 tedesca.

### Giga Nevada

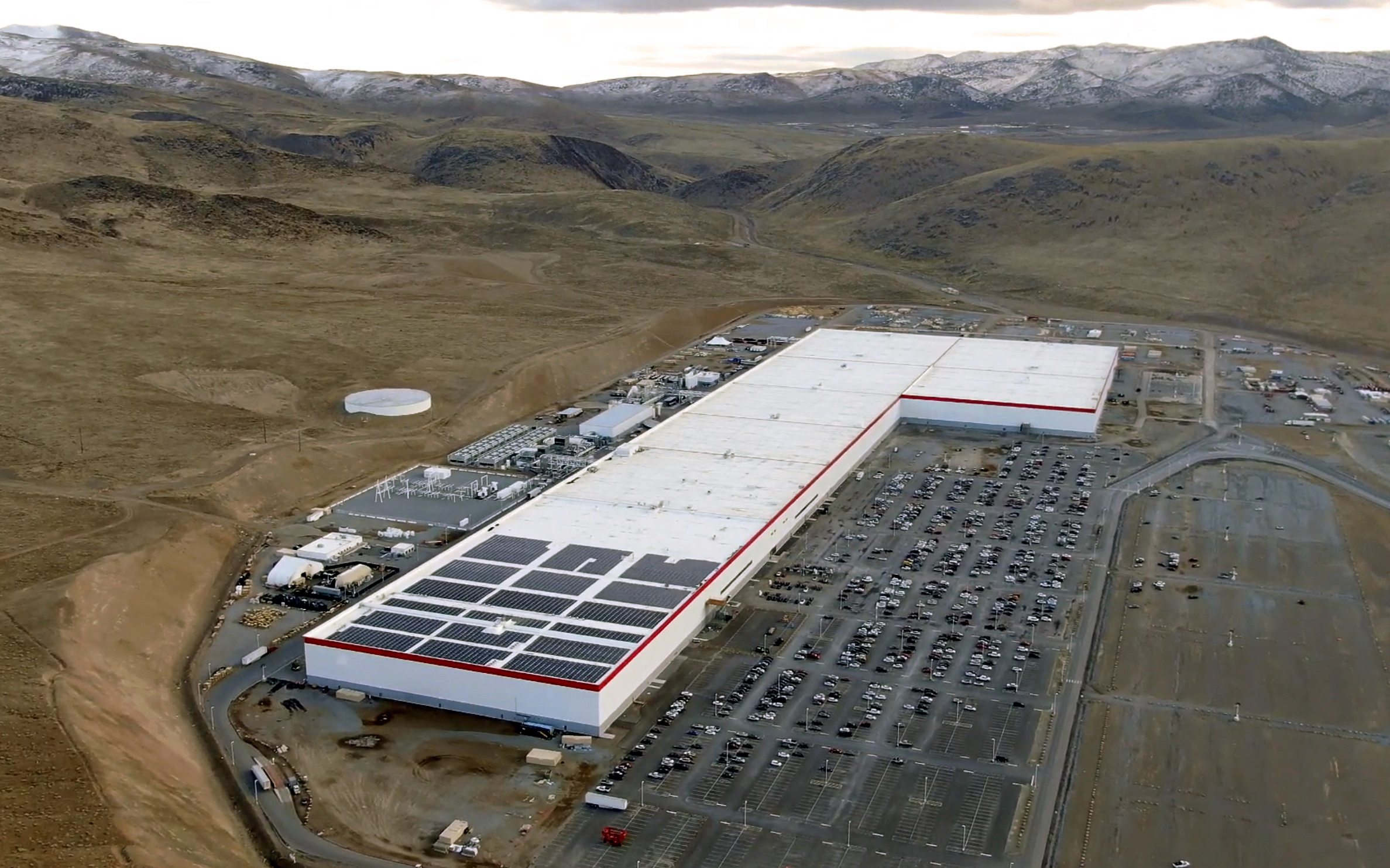
Tesla Giga Nevada, dicembre 2019

Il 29 luglio 2016 Tesla ha inaugurato la sua prima Gigafactory nella Storey County, vicino a Reno, in Nevada, in cui intende produrre batterie per almeno 500 000 auto all'anno entro il 2020. La fabbrica sarà costata tra i 4 e i 5 miliardi di dollari una volta ultimata. Questo impianto produce anche i motori elettrici per le auto Tesla e le batterie per la casa Powerwall, oltre ai Powerpack, batterie ad uso industriale.

### Giga New York
Costruita tra il 2014 ed il 2017 a Buffalo, nello stato di New York. Qui opera SolarCity, azienda che produce moduli fotovoltaici, acquistata da Tesla nel 2016. In questo stabilimento viene prodotto il Solar Roof, un sistema di celle fotovoltaiche integrate nelle tegole per costruzioni civili.

### Giga Shanghai
Il 7 gennaio 2019, durante una conferenza a Shanghai, Elon Musk annuncia che nella città cinese costruirà lo stabilimento di produzione per la Model 3, oltre alle batterie e ai motori elettrici. A novembre 2019 Tesla ha presentato le prime unità di Model 3 prodotte in Cina.

### Giga Berlino
Il 12 novembre 2019, durante il ritiro del premio Volante d'oro 2019, Elon Musk dichiara che la fabbrica europea di Tesla sorgerà nei pressi della città di Grünheide, non distante da Berlino, in Germania. In questo stabilimento saranno prodotte la Model 3, la Model Y, oltre ai motori elettrici e le batterie ad esse dedicati. Sorgeranno anche un centro di design e uno di ingegneria.

## TeslaSuperchargereDestination Charging

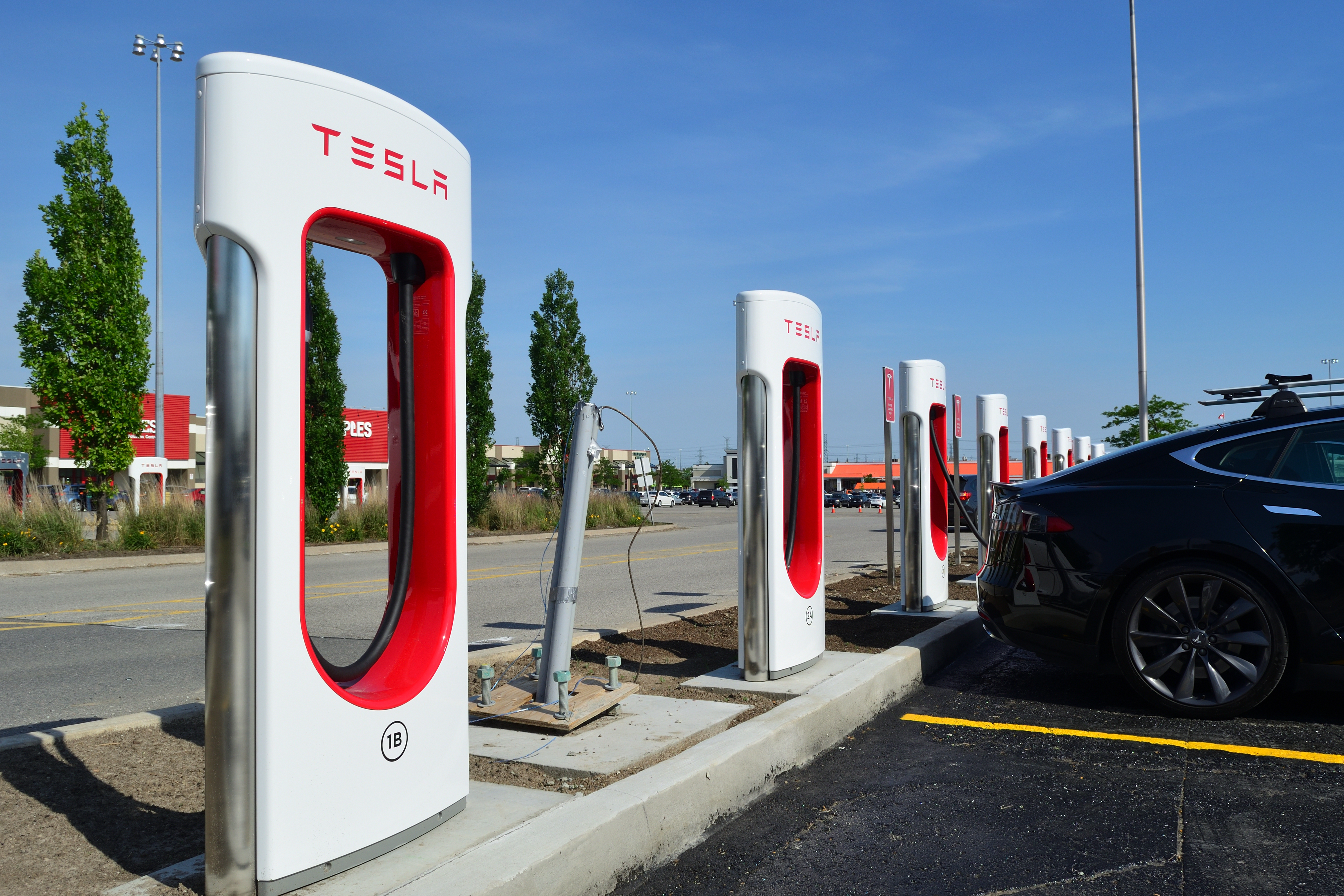
Supercharger a Toronto, in Canada

Tesla Supercharger è un network di stazioni di ricarica a pagamento, con prezzo di circa 50 centesimi per kWh, costituite da una serie di colonnine con potenza elettrica massima di 250 kW, riservate ai possessori di auto Tesla, che permettono di caricare i veicoli dell'azienda americana fino all'80% in circa 20 minuti. Allo scopo di premiare i primi clienti, la ricarica presso i Supercharger è stata resa gratuita e illimitata per le auto acquistate entro la fine del 2016. Dall'agosto del 2019, l'offerta è stata riattivata per Model S e Model X. A luglio 2020 è stata raggiunta la quota di 2 000 stazioni di ricarica rapida nel mondo, per un totale di circa 18 000 colonnine.
Per quanto riguarda il territorio italiano, la prima stazione Supercharger è stata attivata nel 2014 presso l'Autogrill Dorno sull'autostrada A7 Milano-Genova; nel mese di dicembre 2020 la rete conta 36 stazioni, per un totale di 318 colonnine di ricarica, e sono previsti Supercharger in tutta Italia nei prossimi anni.
Il network Destination Charging prevede invece l'installazione di caricatori da muro Tesla fino a 22 kW presso alberghi, ristoranti e altre strutture commerciali, dove è ipotizzabile una sosta di durata maggiore. Soggiornando presso un albergo affiliato per esempio, l'utente Tesla può ripartire il giorno successivo con la batteria completamente carica.

## Accumulatori di carica elettrica fissi
I risultati e le tecnologie di Tesla impiegati per le vetture elettriche vengono condivisi nella Giga Nevada per produrre i Powerwall (gruppi di accumulo di energia ad uso domestico), i Powerpack e i Megapack (in ambito di reti elettriche su aree estese). Progettati per accumulare energia nei periodi in cui la domanda è bassa e per essere utilizzata quando il prelievo dalla rete di produzione sarebbe più costoso, insufficiente o mancante a causa di blackout. Alcuni di questi sistemi sono stati costruiti a Mira Loma nella California meridionale ed a Hornsdale nell'Australia Meridionale).

## Filosofia Open Source
Dal 2014, l'azienda ha applicato la filosofia Open Source ai suoi brevetti, rendendoli utilizzabili da chiunque. È stata la prima azienda ad aver adottato questa filosofia in ambito brevettuale applicato all'automobilismo. In seguito, altre aziende hanno adottato questa soluzione, come Toyota con i suoi brevetti sull'idrogeno.

## Controversie
Tesla è stata coinvolta in una disputa legale con la Fisker Automotive per presunte violazioni in merito alla progettazione della Fisker Karma.